# Chuburjinyi
Chuburjinyi (en georgiano: ჭუბურხინჯი; en abjasio: Ҷубурхьынџь, romanizado: Chuburjindj) es un pueblo que pertenece a la parcialmente reconocida República de Abjasia, dentro del distrito de Gali, aunque de iure es parte del municipio de Gali de la República Autónoma de Abjasia de Georgia.

## Toponimia
El nombre del pueblo, Chuburjinyi, es de origen mingreliano y significa "puente del castaño" (ჭუბური-chuburi, castaño; ხინჯი-jindji, puente). Anteriormente, hasta 1957, se conocía con el nombre de Tzalamuji (en georgiano: წალამუხი).

## Geografía
Chuburjinyi está situada a 5 km al sureste de Gali. Limita con Dijazurga, Majunyia y Shashikvara en el norte, Sida en el oeste; y el pueblo de Taguiloni en el suroeste. 
Las aldeas de Chkonjumla, Pirveli Akvaga, Meore Akvaga, Saljino y Zeni están bajo la administración del pueblo. También tiene frontera con el río Inguri y las aldeas de Ruji y Ajali Abastumani en Georgia (región de Mingrelia-Alta Esvanetia) en el sur y el sureste.

## Historia
En los terrenos del municipio está la fortaleza de Satanyo, construida en los siglos VIII-X.
Chuburjinyi fue en el pasado parte de la región histórica georgiana de Mingrelia y desde el siglo XVII de Samurzakán. Después del establecimiento de la Unión Soviética, la aldea formó parte de la RASS de Abjasia dentro del distrito de Gali. En este periodo casi toda la población era de nacionalidad georgiana.
Durante la guerra de Abjasia en 1992-1993, la aldea estuvo controlada por las tropas del gobierno georgiano y, después de los combates, la población quedó bajo el dominio separatista de Abjasia.
Según los acuerdos de Moscú de 1994 sobre el alto el fuego y la división de las partes beligerantes, el distrito de Gali se integró en la zona de amortiguamiento, donde la seguridad de las fuerzas de paz de la CEI se ocupaba de la seguridad dentro de la misión UNOMIG. Las fuerzas de paz abandonaron Abjasia después de que Rusia reconociera su independencia en 2008. Desde mediados de la década de 1990, Chuburjinyi ha sido sede de reuniones periódicas de seguridad cuatripartitas entre representantes de Abjasia, Georgia, la CEI y la UNOMIG, suspendidas después de la guerra de 2008 pero restauradas con el tiempo.
En 2012, se puso en funcionamiento en el pueblo una nueva base militar rusa y un albergue para los guardias fronterizos y sus familias.

## Demografía
La evolución demográfica de Churburjinyi entre 1989 y 2011 fue la siguiente:
| 2092                                                | 3340 |
| (Fuente: Population of Abkhazia since Soviet times) |      |

La población ha aumentado tras la guerra de Abjasia pero su composición no ha variado, siendo inmensamente mayoritarios los georgianos étnicos.
|              | 2011      | 2011       |
| Grupo étnico | Población | Porcentaje |
| ------------ | --------- | ---------- |
| Georgianos   | 3314      | 99,3%      |
| Abjasios     | 7         | 0,2%       |
| Rusos        | 12        | 0,4%       |
| Ucranianos   | 2         | 0,1%       |
| Armenios     | 2         | 0,1%       |
| Griegos      | 1         | 0,1%       |
| Total        | 3340      | 100%       |

## Infraestructura

### Arquitectura, monumentos y lugares de interés
En el pueblo hay una iglesia del siglo XIX, la iglesia de Chuburjinyi.

### Transporte
La carretera principal que conecta Sujumi con Georgia pasa por el pueblo, y también hay un cruce fronterizo y un puesto de control en el puente sobre el río Inguri.

## Personas destacadas
- Nikolai Akirtava (1894-1937): secretario Ejecutivo del Comité Regional de Ayaria del Partido Comunista de Georgia.